# 共和国不会忘记 (电影)
共和国不会忘记是广西电影制片厂拍摄:61，1988年上映的电影。1989年9月，与《春桃》、《寡妇村》同获第12届大众电影百花奖最佳故事片。
电影围绕华江钢铁公司在改革开放时期的转型、发展展开。在攀枝花钢铁公司进行拍摄。导演、编剧翟俊杰出演主角田耕:4。

## 演员
| 演员   | 角色   | 简介                                                                                    | 备注 |
| ------ | ------ | --------------------------------------------------------------------------------------- | ---- |
| 翟俊杰 | 田 耕  | 华钢总经理。肩负使命，但手段霸道、自私专制。后因为他的“失误”，华钢欠下3.5亿美元的外债。 |      |
| 唐国强 | 蓝雨濛 | 华钢工程师。在情感上迷茫，当确定自已对同事冯璐的感情时，冯璐已与他人订婚。              |      |
| 王 姬  | 冯 璐  | 华钢员工。                                                                              |      |
| 黄 凯  | 肖沛成 |                                                                                         |      |
| 郑在石 | 仲天文 | 华钢人物，田耕好友。                                                                    |      |
| 穆 宁  | 江静雯 | 田耕的妻子。为丈夫放弃自已的音乐理想。                                                  |      |
| 庞万灵 |        |                                                                                         |      |
| 常铠霖 | 周恩来 |                                                                                         |      |

## 奖项及提名
- 第9届中国电影金鸡奖最佳故事片、最佳编剧奖提名[1]:61[3]:4
- 第12届大众电影百花奖最佳故事片奖[1]:61[3]:4
- 1988年优秀影片奖，即“政府奖”[1]:61[3]:4
- 全国优秀摄制组“骏马奖”[1]:61
- 冶金部“钢花奖”[1]:61
- 上海“‘90城市题材电影’”最佳故事片奖、最佳男主角奖[1]:61
- 四川省首届工人电影节最佳故事片奖[1]:61
- 江苏省“金影票奖”[1]:61
- 广西壮族自治区“铜鼓奖”[1]:61
- 百部爱国主义电影之一[1]:61
- 第一届中国电影节优秀影片纪念奖[1]:61